# Чесноков Дмитро Іванович
Дмитро Іванович Чесноков (7 листопада 1910, село Капліно Старооскольського повіту Курської губернії, тепер Старооскольського району Бєлгородської області, Російська Федерація — 15 вересня 1973, місто Москва) — радянський державний діяч, фахівець з російської філософії, завідувач відділу філософських і правових наук та вищих навчальних закладів ЦК КПРС, голова Державного комітету з радіомовлення і телебачення при Раді міністрів СРСР. Член ЦК КПРС у 1952—1956 роках. Член Президії ЦК КПРС з 16 жовтня 1952 по 5 березня 1953 року. Доктор філософських наук (1951), професор (1952). Дійсний член Академії педагогічних наук СРСР по відділенню теорії та історії педагогіки (30.01.1968).

## Життєпис
Народився в селянській родині. У 1920 році закінчив сільську початкову школу. З 1921 по 1924 рік працював у господарстві матері.
У 1924—1928 роках навчався на вечірньому відділенні Старооскольського педагогічного технікуму.
У 1928—1931 роках — студент педагогічного факультету 2-го Московського державного університету (педагогічного інституту).
У травні 1931 — 1933 року — асистент, викладач діалектичного матеріалізму Уральського комуністичного університету в місті Свердловську. У вересні 1933 — грудні 1934 року — доцент Уральського індустріального інституту в місті Свердловську. У грудні 1934 — січні 1943 року — доцент, завідувач кафедри Свердловського педагогічного інституту. У 1938 році вступив до комсомолу.
Член ВКП(б) з 1939 року.
У січні 1943 — березні 1944 року — завідувач відділу пропаганди Свердловського міського комітету ВКП(б).
У березні 1944 — листопаді 1947 року — секретар Свердловського міського комітету ВКП(б) з пропаганди.
1 грудня 1947 — 15 червня 1948 року — заступник завідувача відділу науки Управління пропаганди і агітації ЦК ВКП(б).
15 червня 1948 — 1951 року — заступник директора Інституту філософії Академії наук СРСР. Одночасно з 1948 року викладав у Московському державному університеті.
3 березня 1949 — липень 1952 року — головний редактор журналу «Вопросы философии».
3 липня 1952 — 25 березня 1953 року — завідувач відділу філософських і правових наук та вищих навчальних закладів ЦК ВКП(б) (КПРС).
Одночасно в жовтні 1952 — березні 1953 року — член Постійної комісії з ідеологічних питань при Президії ЦК КПРС, головний редактор журналу «Коммунист».
У березні 1953 — 1955 року — завідувач відділу науки Горьковського обласного комітету КПРС. Одночасно працював професором Горьковського педагогічного інституту.
У 1955—1957 роках — секретар Горьковського обласного комітету КПРС з питань пропаганди.
27 травня 1957 — травень 1959 року — голова Державного комітету з радіомовлення і телебачення при Раді міністрів СРСР.
У 1959—1960 роках — завідувач кафедри діалектичного та історичного матеріалізму, в 1960—1967 роках — завідувач кафедри історичного матеріалізму філософського факультету Московського державного університету.
У 1967—1970 роках — проректор Академії суспільних наук при ЦК КПРС.
З 1970 року — професор кафедри марксистсько-ленінської філософії Академії суспільних наук при ЦК КПРС.
Помер 15 вересня 1973 року після тривалої важкої хвороби в Москві. Похований в Москві на Даниловському цвинтарі.

## Основні праці
- Світогляд Герцена. М., 1948
- Й. В. Сталін про більшовицьку партію як керівну силу Радянської держави // Питання марксистсько-ленінської філософії. М., 1950
- Марксизм-ленінізм про базис і надбудову. Лекції. М., 1951
- Радянська соціалістична держава. М., 1952
- Роль соціалістичної держави в будівництві комунізму. М., 1959
- Історичний матеріалізм. М., 1964. (2-е вид. 1965)
- Матеріалістичне розуміння історії і будівництво комунізму в СРСР. М., 1965
- Історичний матеріалізм як соціологія марксизму-ленінізму. М., 1973.

## Нагороди
- орден Трудового Червоного Прапора
- орден «Знак Пошани»
- медалі
- Сталінська премія ІІІ ст. (1953) — за книгу «Світогляд О. І. Герцена»
- лауреат Премії імені М. В. Ломоносова — за книгу «Історичний матеріалізм» (1965)
- Заслужений діяч науки РРФСР (1970)